# Вооружённые силы Гвинеи
Вооружённые силы Республики Гвинея (фр. Forces armées guinéennes) — воинская организация Республики Гвинея, ответственная за безопасность и неприкосновенность границ и территории Гвинеи, за защиту страны в случае внешнего вторжения. 

## История
ВС Гвинеи были созданы после получения независимости страны от Франции 2 октября 1958 года, на их вооружении осталась часть вооружения, военной техники и военного имущества французских колониальных войск и полиции.
После испытаний французского атомного оружия в Сахаре в 1960 году Гвинея выступила за прекращение испытаний атомного оружия и стала одним из инициаторов движения за превращение Африки в безъядерную зону. После заказного убийства, 17 января 1961 года, Патриса Лумумбы правительство Гвинеи заявило протест в адрес ООН (направив официальную телеграмму в секретариат ООН), а в феврале 1961 года — вывело из Конго войска, входившие в состав контингента ООН в Конго. В августе 1961 года на конференции Демократической партии Гвинеи в столице было объявлено о намерении правительства придерживаться нейтралитета во внешней политике.
В 1960-е годы личный состав вооружённых сил государства активно участвовал в проведении народно-хозяйственных работ (дорожное строительство, перевозка грузов, освоение земель под с.-х. культуры и др.). Для подготовки младших командных кадров была создана военная школа, но обучение офицеров по техническим специальностям осуществлялось за границей.
В январе 1969 года был создан Совет обороны. В 1970 году общая численность вооружённых сил составляла около 6 тыс. человек, комплектование личным составом осуществлялось по найму и по призыву. Сухопутные войска насчитывали около 4,8 тыс. человек (четыре пехотных батальона, танковые, артиллерийские и инженерные подразделения), военно-воздушные силы — 100 человек и военно-морские силы — 200 человек. Кроме того, имелись военизированные формирования, не входившие в состав регулярных вооружённых сил: военная жандармерия (900 человек) и народная милиция (около 7,3 тыс. человек).
22 ноября 1970 года португальские наёмники из гвинейских эмигрантов при прямой поддержке вооружённых сил Португалии высадились на побережье в районе Конакри с кораблей без опознавательных знаков. Им удалось захватить радиостанцию, летнюю резиденцию президента, аэродром и штаб-квартиру национально-освободительного движения Гвинеи-Бисау. А. Секу Туре обратился в ООН с просьбой прислать войска для ликвидации агрессии и к правительствам стран Африки за помощью, населению было роздано оружие. Совместными действиями армии и населения нападение было отбито. В Гвинею выехала специальная миссия Совета Безопасности ООН, подтвердившая прямую ответственность Португалии за агрессию. В декабре 1970 стали поступать сведения о подготовке Португалией нового вторжения в Гвинею с территории Гвинея-Бисау. После этого были мобилизованы бывшие военнослужащие, в Конакри ввели комендантский час; по предложению Сьерра-Леоне началась подготовка к созданию совместного комитета обороны Гвинеи, Либерии и Сьерра-Леоне.
В 1977 году военнослужащие-спортсмены вооружённых сил Гвинеи участвовали в проходившей на Кубе 4-й летней спартакиаде СКДА.
После смерти президента А. Секу Туре (27 марта 1984 года) в государстве произошёл военный переворот, в результате которого 3 апреля 1984 года был сформирован Военный комитет национального возрождения, который назначил президентом полковника Л. Конте и сформировал новое правительство. 
4 декабря 1997 года Гвинея подписала Конвенцию о запрете противопехотных мин (8 октября 1998 года она была ратифицирована).
В 1998 году на Украине были куплены четыре БРДМ-2.
В 2003 году общая численность регулярных вооружённых сил составляла 9,7 тыс. человек, комплектование личным составом осуществлялось по призыву (срок службы — 24 месяца). Подготовка офицеров осуществлялась за границей, мобилизационные ресурсы оценивались в 1,7 млн. человек (из них 900 тыс. годных к военной службе).
- сухопутные войска насчитывали 8,5 тыс. человек, на вооружении находились 53 танка, 40 бронетранспортёров, 27 бронемашин, 46 артиллерийских орудий и миномётов, зенитные орудия, ПЗРК и стрелковое оружие[3]
- военно-воздушные силы насчитывали 800 человек и 8 боевых самолётов[3]
- военно-морские силы насчитывали 400 человек и 10 патрульных катеров[3].

Общая численность иных военизированных формирований составляла 2,6 тыс. человек: республиканская гвардия - 1,6 тыс. человек и жандармерия - 1 тыс. человек.
Начавшийся в 2008 году всемирный экономический кризис осложнил положение в государстве. После подавления правительственными силами антиправительственных выступлений в столице в сентябре 2009 года, 27 октября 2009 года Евросоюз ввёл запрет на поставки оружия в Гвинею. В 2011 году в России были закуплены четыре бронеавтомобиля "Тигр". 14 апреля 2014 года Евросоюз снял ограничения на продажу оружия в Гвинею.
Личный состав вооружённых сил Гвинеи принимает участие в миротворческих операциях ООН (потери во всех миротворческих операциях с участием страны составили 49 человек погибшими).

## Современное состояние
Главнокомандующим вооружёнными силами является президент страны.
По состоянию на начало 2022 года общая численность регулярных вооружённых сил составляла 9,7 тыс. человек, комплектование личным составом осуществлялось по призыву (срок службы - 12 месяцев).
- сухопутные войска насчитывали 8,5 тыс. человек (12 батальонов, один артиллерийский дивизион и один дивизион ПВО), 38 средних танков (8 T-54 и 30 T-34-85), 15 лёгких плавающих танков ПТ-76, две боевые машины пехоты БМП-1, 59 бронетранспортёров (16 БТР-40, 10 БТР-50, 8 БТР-60, 6 БТР-152, 10 «Пума-М26», 9 «Пума-М36»), 27 бронемашин (два АМL-90, 25 БРДМ-1 и БРДМ-2), 24 буксируемых орудия полевой артиллерии (12 шт. 130-мм орудий М-46 и 12 шт. 122-мм орудий обр. 1931/37 гг.); 8 противотанковых пушек (шесть 85-мм Д-44 и две 57-мм ЗИС-2), одно 82-мм безоткатное орудие Б-10; три 220-мм РСЗО «Ураган», более 22 миномётов (20 120-мм M-1938/M-1943 и не менее двух 82-мм миномётов), около 26 зенитных орудий (около двух 30-мм M-53, 8 37-мм M-1939, 12 57-мм С-60 и 4 100-мм КС-19)[1]
- военно-воздушные силы насчитывали 800 человек, три реактивных истребителя МиГ-21, четыре транспортных самолёта (два Ан-2 и два «Тетрас»), четыре боевых вертолёта Ми-24, пять многоцелевых вертолётов (два MD-500MD, два Ми-17 и один SA342K «Gazelle») и два транспортных вертолёта (один SA.330 «Пума» и AS.350B)[1]
- военно-морские силы насчитывали 400 человек и четыре патрульных катера[1].

Общая численность иных военизированных формирований составляла 2,6 тыс. человек: республиканская гвардия - 1,6 тыс. человек и жандармерия - 1 тыс. человек.